# Francesc Valls i Galan
Francesc Valls i Galan (Barcelona, 1671 - 2 de febrer del 1747) va ser un dels màxims exponents de la música barroca a Catalunya.

## Biografia
Fou deixeble de Miquel Rosquelles. Fou mestre de capella de l'església parroquial de Mataró i el 1688 de la catedral de Girona. Fou nomenat mestre de capella de Santa Maria del Mar l'any 1696 i el 22 de desembre del mateix any passà a substituir Joan Barter, que es retirava, a la catedral de Barcelona. Barter havia estat probablement mestre seu; el 18 de febrer del 1709, per la mort de Barter, aconseguí el mateix nomenament a perpetuïtat. Se'n jubilà el 1726, encara que continuà sent propietari de la plaça fins a la mort, en què fou substituït per Joan Galvany i Nonell. Deixebles de Francesc Valls foren Pere Rabassa, Antoni Jordi i Domènec Terradelles.
La crítica l'ha considerat un compositor clau en la música catalana de l'època, tant pel lloc on exercia (la catedral de Barcelona) com pel coneixement que tingué dels nous corrents musicals a França, Itàlia i Alemanya.
El CRAI Biblioteca de Fons Antic de la Universitat de Barcelona conserva algunes obres que van formar part de la biblioteca personal de Valls, així com un exemple de les marques de propietat que van identificar els seus llibres al llarg de la seva vida.

## Francesc Valls, compositor
Autor amb una gran producció, l'obra més coneguda de Valls és la Missa Scala Aretina (1702), que assolí una certa notorietat per la controvèrsia que causà la innovació formal que Valls va fer en una nota! Aquesta innovació, per altra banda, no va ser un fet aïllat en la producció de Francesc Valls, un compositor que no dubtà a trencar l'immobilisme formal de molts autors del seu temps. Aquesta actitud de Valls té la seva plasmació en el manual de música Mapa Armónico Práctico.
Josep Pavia i Simó atribueix a Valls un total de 382 partitures, de les que 266 són oratoris. A més dels oratoris, també escrigué una trentena de misses, diversos Magnificats, i salms. La major part de la seva obra és de caràcter religiós, encara que també compongué algunes cantates: membre de l'Acadèmia dels Desconfiats (creada el 1700), compongué música per a poemes escrits per altres membres.
A la Biblioteca de Catalunya i als arxius de Montserrat, Canet de Mar, Cervera, Tarragona, Vilafranca del Penedès i Manresa es conserven moltes partitures d'en Valls. Encara que la majoria estan inèdites, algunes editorials catalanes com DINSIC i Scala Aretina (vegeu la secció d'enllaços externs) n'han editat algunes. En format electrònic, es poden consultar les partitures (sovint amb arxius Midi) de la Choral Public Domain Library.

## Obra i estil
D'acord amb les descripcions dels inventaris de 1726 i 1747, la producció total recollida en ells comprenia 636 composicions dividides en dos grans apartats: el de música litúrgica amb 341 obres i el de música en llengua romanç amb 287, més 8 obres de música instrumental.
Valls utilitza les seves obres, amb independència del seu gènere, diversos instruments, amb una certa gradació relacionada amb l'establiment de plantilles fixes. En totes aquestes obres apareix l'acompanyament continu. Valls tendeix tant el colossalisme (obres a 15 i 16 veus, amb cors vocals i instrumentals) com a l'intimisme, palès en les composicions a sol.

### Música litúrgica
En l'inventari de 1726, en l'apartat litúrgic, figuren 25 misses, de 4 a 16 veus la majoria; 9 d'elles estaven compostes amb la tècnica de cantus firmus. Un comentari a part mereixen els 114 motets, agrupats en tres repertoris de 70, 24 i 20 obres. El nombre de composicions a només o a duo, especialment en les lamentacions i els motets, és molt significatiu, ja que introdueix la nova estètica expressiva de finals del segle xvii i principis del xviii, aplicada a textos de caràcter dramàtic com les lamentacions, o de tipus festiu, com els motets; en tots dos casos utilitza tant el model hispànic, fruit d'una continuada experimentació des de l'últim terç del segle xvii, com les novetats italianes sorgides de la cantata, amb la presència de recitats i àries.

### Música en llengua romanç
La música en llengua descrita en l'inventari de 1726 comprèn 275 obres, majoritàriament en espanyol, dividides en 6 oratoris, 143 nadales i 126 tons. Com és habitual en el Barroc hispànic, l'equilibri entre música litúrgica i música en llengua romanç és gairebé perfecte; a això ha d'afegir el cas dels motets, que si bé estan escrits en llatí, no formen part exclusivament de la música litúrgica, en ells es troben de vegades certes característiques de novetat i aperturisme comuns a la música en llengua romanç. També és de destacar la tendència dels tons als sols i duos, coincident amb la nova expressivitat de finals del segle xvii ja descrita.

### Música instrumental
L'obra instrumental de Valls s'inscriu en l'estètica de finals del Barroc; es poden distingir dos estils, referits al caràcter de la seva producció. El primer d'ells es correspon amb l'estètica de fi de segle, caracteritzada per un alt grau d'experimentalisme, comú a tota la música hispànica, així com per l'intimisme propi de les obres a sol o duo, i per estar la trama musical perfectament entroncada en la vocal. Un segon estil, més avançat, és el resultat de l'assumpció directa d'algunes novetats de la música italiana, present a la Barcelona de l'arxiduc Carles. La combinació dels elements tradicionals amb els nous es fa patent sobretot en la música en llengua romanç, en la qual apareixen àries i recitatius perfectament combinats; no es tracta d'una simple imitació, sinó d'una modernització del llenguatge de l'època que precipita el llenguatge del període final del Barroc.

### Últimes obres
En l'inventari realitzat arran de la seva mort i en el llegat corresponent a la catedral de Barcelona apareixen poques obres pròpies, només 24, però entre elles hi ha 8 ítems de "música d'acadèmies", és a dir, música instrumental, pel que sembla perduda. Un segon apartat es refereix a diverses obres litúrgiques i en llengua romanç de diversos autors, sens dubte, es tracta de composicions que tenia per al seu estudi i que va utilitzar per a la defensa de la seva Missa Scala aretina, així com per referències del seu tractat Mapa harmònic.

### ElMapa Armónico Práctico
En els anys posteriors a la jubilació (1726), Francesc Valls es dedicà a escriure un tractat de teoria harmònica, el Mapa Armónico Práctico (vegeu l'apartat de Bibliografia), que va quedar inèdit, però va gaudir d'una notable difusió dels seus continguts. L'obra devia estar acabada cap a 1741, ja que va precedida d'un pròleg de Gregorio Santisso Bermúdez (antic mestre de capella de la catedral de Sevilla i partidari de Valls a la polèmica de la Missa Scala aretina), signat a Lugo el 22 d'octubre de 1742. El tractat reprodueix gran quantitat d'obres seves com a suport de les seves tesis, i continua rebatent els atacs que havia rebut per les seves innovacions a la Missa Scala Aretina.
El Mapa harmònic és un dels punts de reflexió més importants (al costat dels tractats de Rodríguez de Hita, Roel del Río i Rabassa) per al coneixement de l'estètica hispànica del Barroc. Alhora representa el testimoni excepcional d'un compositor de notorietat polèmica que el va convertir en pedra de toc per a tots els músics de la seva generació.
La motivació profunda de Valls a escriure el seu tractat era de regeneració de la música espanyola del seu temps, dividida entre conservadors i progressistes. La seva postura se situa en un just mitjà, equilibrant els desajustos i proposant models tant espanyols com estrangers. Valls defensa la gravetat i gràcia de la música espanyola, que combina perfectament les virtuts dels anteriors sense caure en els seus extrems. El seu coneixement de la música europea li permet dissenyar un ideal estètic que combina alhora el delit de l'oïda i la reflexió intel·lectual, amb la qual cosa se situa de ple en la doctrina europea de la primera meitat del segle xviii.

## Obres
- Agnus Dei, cànon a 6 veus
- Ah de la esfera de Marte, villancet, dedicat a Sant Jordi
- Beata me dicent, cànon a 4 veus i baix continu de l'11è to
- Beatus vir, Salm 111 de Vespres a 7 veus en dos cors i baix continu
- Benedicta tu in mulieribus. Canon cancrizante a 4, 2º tono
- Benedictus qui venit, cànon a 4 veus
- De un puro ardor abrasada
- De una medrosa noche, cantata profana
- Diffusa est gratia, fuga per a 2 veus, 2 violins i baix continu
- Domine ad adiuvandum cant d'invocació inicial a 8 veus en dos cors i baix continu
- Ecce erim veritatem, fuga a 3 veus i baix continu
- Ecce erim veritatem, cànon a 6 veus i baix continu
- Es un noble y sagrado firmamento, cantata a sol amb 2 violins i baix continu, dedicada a Sant Francesc de Borja
- Magnificat, càntic de vespres a 6 veus en dos cors i baix continu
- Missa de difunts, a 8 veus, 2 violins i baix continu
- Missa del 5º tono
- Missa del 7º tono
- Missa Regalis (>1702), escrita en scala Aretina
- Missa Scala Aretina (1702), per a 11 veus en tres cors, dos violins, 2 oboès, violó, 2 clarins (o trompetes), orgue i baix continu per a arpa
  - Kyrie
  - Gloria
  - Credo
  - Sanctus
  - Agnus Dei
- Moradores del ámbito del mundo, villancet a 12 veus en tres cors, dos violins, violó, clarí, orgue i baix continu
- O gloriosa virginum. Composición cancrizante del 2º tono, himne per a 5 veus i baix continu
- Responsori de difunts, a vuit veus, dos violins i baix continu
- Salid del Averno, per a 4 veus, 2 violins i baix continu
- Specie Tua, cànon a 4 veus i baix continu. 3r to
- Super aspidem et basiliscum ambulabis, per a 12 veus en tres cors, i baix continu
- Veni electa mea cànon a 4 veus i baix continu, 11è to

Motets
- A sumente non concissus, a 6 veus i baix continu
- Beata quæ credidisti, a 12 veus i baix continu
- La caída del primer hombre
- Domine quando veneris, a 4 veus i baix continu
- Domine vim patior, a 4 veus i baix continu
- Eco de la voz divina formado por el famoso platero "Beseleél" (1736), dedicat a Sant Eloi
- La escogida Esther (1736)
- Fulcite me, a 4 veus i baix continu
- El Grande Samuel (1737), dedicat a Sant Francesc de Paula
- Hodie Maria Virgo, a 8 veus en dos cors, i baix continu
- Lauda Jerusalem, motet policoral amb violins, clarí i baix continu
- O vos omnes, a 4 veus i baix continu
- Oratorio místico i alegórico que en culto de María Santísima del Pilar (1717)
- Plorans ploravit, a 4 veus i baix continu
- La privilegiada Esther (1737)
- Quemadmodum desiderat, per a veu, viola de gamba i baix continu
- Tenebræ factæsunt (1744), a 4 veus i baix continu
- Tota pulchra es Maria (<1719), a quatre veus i baix continu